# Campanha da Nova Geórgia
A Campanha da Nova Geórgia foi uma série de batalhas travadas durante a Guerra do Pacífico na Segunda Guerra Mundial. Fez parte da Operação Cartwheel, em que os Aliados tentavam livrar o sul do Pacífico da ocupação japonesa. Esta batalha aconteceu no aglomerado de ilhas da Nova Geórgia, com a luta se estendendo de 20 de junho a 25 de agosto de 1943, entre as forças aliadas, lideradas pelos Estados Unidos, e as tropas do Japão. Em outubro de 1943, a região já estava completamente em mãos Aliadas.